# あなたの前で言わせてください コレつくったの私です
『あなたの前で言わせてください コレつくったの私です』（あなたのまえでいわせてください コレつくったのわたしです）は、2016年5月3日（2日深夜）から同年5月17日（16日深夜）までテレビ東京の『ソコアゲ★ナイト』で放送されていたバラエティ番組である。全3回。

## 内容
生産者が作った食材や商品が誰の口に入るのか生産者と一緒に見届ける。

## 出演者
- MC：日村勇紀
- MC：秋元玲奈
- 生産者代表：出川哲朗

## 放送リスト
| 2016年 | 2016年  | 2016年                                                                                     | 2016年                                                            | 2016年 |
| 回     | 放送日  | サブタイトル                                                                               | 生産者・品物                                                      | 追跡結果 |
| ------ | ------- | ------------------------------------------------------------------------------------------ | ----------------------------------------------------------------- | --- |
| 1      | 5月3日  | 年間6頭天然記念物なのに食べられる見島牛は誰の口に? 1粒500円!日本最高峰の幻いちご 誰の口に? | 多田一馬（見島牛保存会）・見島牛 村田和寿・村田さん家のとちおとめ | 多田さんが家族のように愛して育てた秋良くんを追跡したら命に感謝し美味しく食べる人たちの笑顔があった 日本最高峰村田さんのいちごを追跡したらそこには笑顔があった |
| 2      | 5月10日 | 1杯から寿司1000貫!沖縄の超巨大イカ誰の口に? 玉???円!出現確率0.07% 奇跡のメロン             | 井口勝・ソデイカ 澤木俊文・等級富士のクラウンメロン               | 沖縄の幻の巨大イカを 海人・井口さんと追跡したらそこは皆の驚きと笑顔があった その美味しさに満面の笑みを見せてくれた                                            |
| 3      | 5月17日 |                                                                                            |                                                                   | |

## スタッフ
- ナレーター:平野義和
- 構成:堀由史、はしもとこうじ、キンダイチ、須藤陽平、松田敬三、今田佑、田中裕作
- リサーチ:スコープ、ジェイキャスト
- TD:辻本豊
- CAM:真野昇太
- VE:谷保明
- AUD:高山昌樹
- 美術制作:丹野ありさ
- デザイン:楠川ひろゆき
- タイトル:今野さと子
- CG:グレートインターナショナル
- 編集:宮田巧太郎
- MA:長田浩幸
- 音効:佐々木良平
- TK:瀬戸口節子
- 協力:Fmt、フジアール、ImaGIca
- 衣装協力:ABISTE、ノーリーズ
- 番宣:遠藤誠也
- デスク:鈴木美里
- AD:宮森敬太、斎藤真希、東遥海
- ディレクター:吉崎真理、錫木亮、御松慧
- 総合演出:逸見忠利
- プロデューサー:石川陽、須藤景子、秋月里江子
- 演出・プロデューサー:三宅優樹
- チーフプロデューサー:加藤正敏
- 制作協力:NEXTEP
- 製作著作:TVTOKYO7

## ネット局と放送時間
| 放送対象地域   | 放送局         | 系列           | 放送日時                      | 放送期間                | 備考       |
| -------------- | -------------- | -------------- | ----------------------------- | ----------------------- | ---------- |
| 関東広域圏     | テレビ東京     | テレビ東京系列 | 火曜 0:12 - 1:00 （月曜深夜） | 2016年5月3日 - 5月17日  | 製作局     |
| 北海道         | テレビ北海道   | テレビ東京系列 | 火曜 0:12 - 1:00 （月曜深夜） | 2016年5月3日 - 5月17日  | 同時ネット |
| 愛知県         | テレビ愛知     | テレビ東京系列 | 火曜 0:12 - 1:00 （月曜深夜） | 2016年5月3日 - 5月17日  | 同時ネット |
| 岡山県・香川県 | テレビせとうち | テレビ東京系列 | 火曜 0:12 - 1:00 （月曜深夜） | 2016年5月3日 - 5月17日  | 同時ネット |
| 福岡県         | TVQ九州放送    | テレビ東京系列 | 火曜 0:12 - 1:00 （月曜深夜） | 2016年5月3日 - 5月17日  | 同時ネット |
| 和歌山県       | テレビ和歌山   | 独立局         | 金曜 1:34 - 2:21（木曜深夜）  | 2016年5月27日 - 6月10日 | 遅れネット |
| 熊本県         | テレビくまもと | フジテレビ系列 | 金曜 0:25 - 1:15（木曜深夜）  | 2016年7月22日 - 8月5日  | 遅れネット |
| 福島県         | 福島中央テレビ | 日本テレビ系列 | 日曜 12:45 - 13:35            | 2016年8月7日 - 8月21日  | 遅れネット |
| 鹿児島県       | 南日本放送     | TBS系列        | 水曜 0:10 - 1:00（火曜深夜）  | 2016年8月24日 - 9月7日  | 遅れネット |
| 新潟県         | 新潟放送       | TBS系列        | 土曜 16:15 - 17:00            | 2016年9月10日 -         | 遅れネット |